# 公泉峪古建筑群
公泉峪古建筑群，位于山东省淄博市临淄区南王镇。是入中华人民共和国山东省省级文物保护单位之一。
2013年，列入第四批山东省文物保护单位，该文物保护单位是一座古建筑。